# Hanleyella asiatica
Hanleyella asiatica är en blötdjursart som beskrevs av Boris I. Sirenko 1973. Hanleyella asiatica ingår i släktet Hanleyella och familjen Leptochitonidae. Inga underarter finns listade i Catalogue of Life.